# Guðni Thorlacius Jóhannesson
Guðni Thorlacius Jóhannesson (* 26. června 1968 Reykjavík) je islandský historik a profesor dějepisu na Islandské univerzitě. Je bývalým  prezidentem Islandu, v roce 2016 ve funkci nahradil Ólafura Ragnara Grímssona a v roce 2024 ho nahradila Halla Tómasdóttir.

## Život a kariéra
V letech 1983–1987 navštěvoval školu Menntaskólinn í Reykjavík v islandském hlavním městě, pak studoval různé obory na různých zahraničních univerzitách, na domácí Islandské univerzitě studoval v letech 1993–1994 ruštinu. V roku 1997 ukončil na Islandské univerzitě s vyznamenáním magisterské studium historie, v roce 1999 získal titul Master of Studies na Oxfordské univerzitě a v roce 2003 získal doktorát z historie na Londýnské univerzitě.
V letech 2004–2006 působil na islandské univerzitě Háskólinn á Bifröst, v roce 2005 začal vyučovat na Islandské univerzitě a v roce 2013 se stal jejím profesorem. K tématům jeho odborného zájmu patří například moderní dějiny Islandu, tresčí války nebo islandská finanční krize 2008–2011. Krátce přednášel také na Londýnské univerzitě a na Helsinské univerzitě.
Jeho prezidentská kampaň v roce 2016 byla velmi skromná. Jóhannesson byl politickým nováčkem a nikdy nepůsobil v žádném veřejném úřadu. Objížděl voliče způsobem „od dveří ke dveřím“, jezdil v staré Škodě Favorit a celkové náklady na jeho kampaň dosáhly v přepočtu pouhé dva miliony českých korun. Ve volbách, které se konaly 25. června 2016, nakonec získal 39,1 procenta hlasů; 1. srpna 2016 složil přísahu a oficiálně se ujal úřadu.
V červnu 2020 byl znovuzvolen ziskem 92,2 % hlasů.
Věnuje se také překladatelství, do islandštiny přeložil čtyři knihy od amerického spisovatele Stephena Kinga.
Jeho otec podlehl v roce 1983 rakovině. Guðni má dva bratry a pět dětí. Se svou současnou ženou má tři syny a jednu dceru, navíc má dceru z prvního manželství.

## Vyznamenání
- velkokříž s řetězem Řádu islandského sokola – Island, 16. listopadu 2016[8]
- rytíř Řádu slona – Dánsko, 24. ledna 2017[9]
- velkokříž Řádu svatého Olafa – Norsko, 21. března 2017[10]
- velkokříž s řetězem Řádu bílé růže – Finsko, 31. května 2017[11]
- rytíř Řádu Serafínů – Švédsko, 17. ledna 2018[12]
- velkokříž s řetězem Řádu tří hvězd – Lotyšsko, 16. listopadu 2018